# Vaigu-Rannaküla
Koordinaten: 58° 29′ N, 22° 2′ O
Vaigu-Rannaküla ist ein Dorf (estnisch küla) auf der größten estnischen Insel Saaremaa. Es gehört zur Landgemeinde Saaremaa (bis 2017: Landgemeinde Kihelkonna) im Kreis Saare. Bis zur Neugründung der Landgemeinde Saaremaa hieß der Ort „Rannaküla“ und wurde umbenannt, um sich von Rannaküla zu unterscheiden, da beide nun in derselben Landgemeinde liegen.

## Einwohnerschaft und Lage
Das Dorf hat heute nur noch einen Einwohner (Stand 31. Dezember 2011). Es liegt an der Ostküste der Halbinsel Tagamõisa.